# Sialidosis
La sialidosis es una enfermedad de origen genético causada por deficiencia de la enzima alfa-D-neuraminidasa. Se considera una enfermedad por depósito, pues provoca acumulación de sialiloligosacaridos en diferentes tejidos y órganos. Se ha detectado una mutación en un gen (NEU1) localizado en el cromosoma 6 que causa la enfermedad. También ha sido llamada mucolipidosis tipo I, aunque actualmente no se clasifica como mucolipidosis sino como oligosacaridosis.

## Tipos
Existen dos variantes de la enfermedad, la sialidosis tipo I ( forma normosomática de sialidosis)  y la sialidosis tipo II, esta última puede ser congénita (presente en el momento del nacimiento), o dar los primeros síntomas en la edad infantil o juvenil.

## Síntomas
- La sialidosis tipo I suele dar los primeros síntomas entre los 10 y 20 años, se manifiesta por contracciones musculares no voluntarias que se llaman miclonias, manchas de color rojo cereza en la retina y otros hallazgos de tipo neurologico.

- La sialidosis tipo II es más grave que la I y de aparición más temprana. Puede provocar antes del nacimiento hidrops, ascitis, aumento del tamaño del hígado y bazo y muerte precoz en la primera etapa de la infancia.  También ocasiona deformidades múltiples en huesos, retraso mental moderado, crisis convulsivas y manfestaciones oculares que pueden provocar importantes problemas de visión.